# سارو (كوهستان)
سارو (بالفارسية: سارو) هي قرية تقع في إيران في Kuhestan Rural District. يقدر عدد سكانها بـ 1,658 نسمة .